# Torra Lövö
Torra Lövö är en ö i Finland. Den ligger i Finska viken och i kommunen Esbo i den ekonomiska regionen  Helsingfors i landskapet Nyland, i den södra delen av landet. Ön ligger omkring 11 kilometer sydväst om Helsingfors.
Öns area är 4,3 hektar och dess största längd är 310 meter i sydväst-nordöstlig riktning.